# Sociétés & Représentations
 (août 2015).
Sociétés & Représentations est une revue universitaire en sciences humaines et sociales fondée en octobre 1995 par le sociologue Rémi Lenoir et l'historienne Myriam Tsikounas, pour promouvoir la pluridisciplinarité et l'analyse des images dans une perspective sociohistorique. Elle est animée par une équipe transdisciplinaire d'enseignants-chercheurs en histoire moderne et contemporaine, en sociologie, en anthropologie, en histoire des médias, en histoire de l'art, du cinéma et de la littérature.
La revue est codirigée par l'historien de l'art Bertrand Tillier et par Myriam Tsikounas.
La revue est éditée par les Éditions de la Sorbonne et reconnue comme revue qualifiante par le Haut Conseil de l'évaluation de la recherche et de l'enseignement supérieur (HCERES).
En 2017, la revue compte 44 numéros et deux hors-séries.

## Ligne éditoriale
Sa ligne éditoriale, privilégiant la discussion académique entre disciplines ayant peu l'occasion de débattre sur des objets communs, a permis la publication de dossiers thématiques sur des questions ou des objets tels que la justice en images, le rire et la caricature, le rêve, les rapports entre artistes et politique, le genre, la gloire et le pouvoir, le spectaculaire, l'événement, le patrimoine visuel et sonore, le feuilleton... L'œuvre de certaines personnalités a été également étudiée dans des livraisons spéciales : Michel Foucault, Edward W. Said, Jacques Tardi, Susanna Barrows, Roland Topor[réf. souhaitée].

## Équipe
Le comité de lecture est composé de : Anne-Élisabeth Andréassian, Rémi Lenoir, Isabelle Rabault-Mazières, Bertrand Tillier, Myriam Tsikounas.
Le comité de rédaction est composé de : Frédéric Chauvaud, Évelyne Cohen, Pascal Dibie, Anaïs Fléchet, Pascale Goetschel, Dominique Kalifa, Thierry Lefebvre, Sébastien Le Pajolec, Laurent Martin, Sarga Moussa, Sylvain Venayre, Julie Verlaine.

## Démarche
Sociétés & Représentations s'attache à des questions de société qui rencontrent rarement les préoccupations des médias. Visant des objets qui peuvent sembler insolites ou transversaux, le comité de rédaction cherche à croiser les regards : témoignages, récits ou images, avec des approches issues de disciplines scientifiques connexes ; perspectives venues de savoirs qui s'ignorent ou parviennent rarement à communiquer. Dans chaque numéro, il veille à publier à la fois des auteurs confirmés et de jeunes chercheurs français et étrangers.

## Structure d'un numéro
La revue comprend un dossier thématique d'une dizaine d'articles ainsi que sept rubriques proposant des textes inédits, autour de : 
- Lieux et ressources ;
- Regards croisés ;
- Trames ;
- Retours sur... ;
- Actualités ;
- Grand entretien ;
- Hors cadre.

### Autorité
- Notices d'autorité : Bibliothèque nationale de France - SUDOC - Worldcat